# Båtsmansstugorna

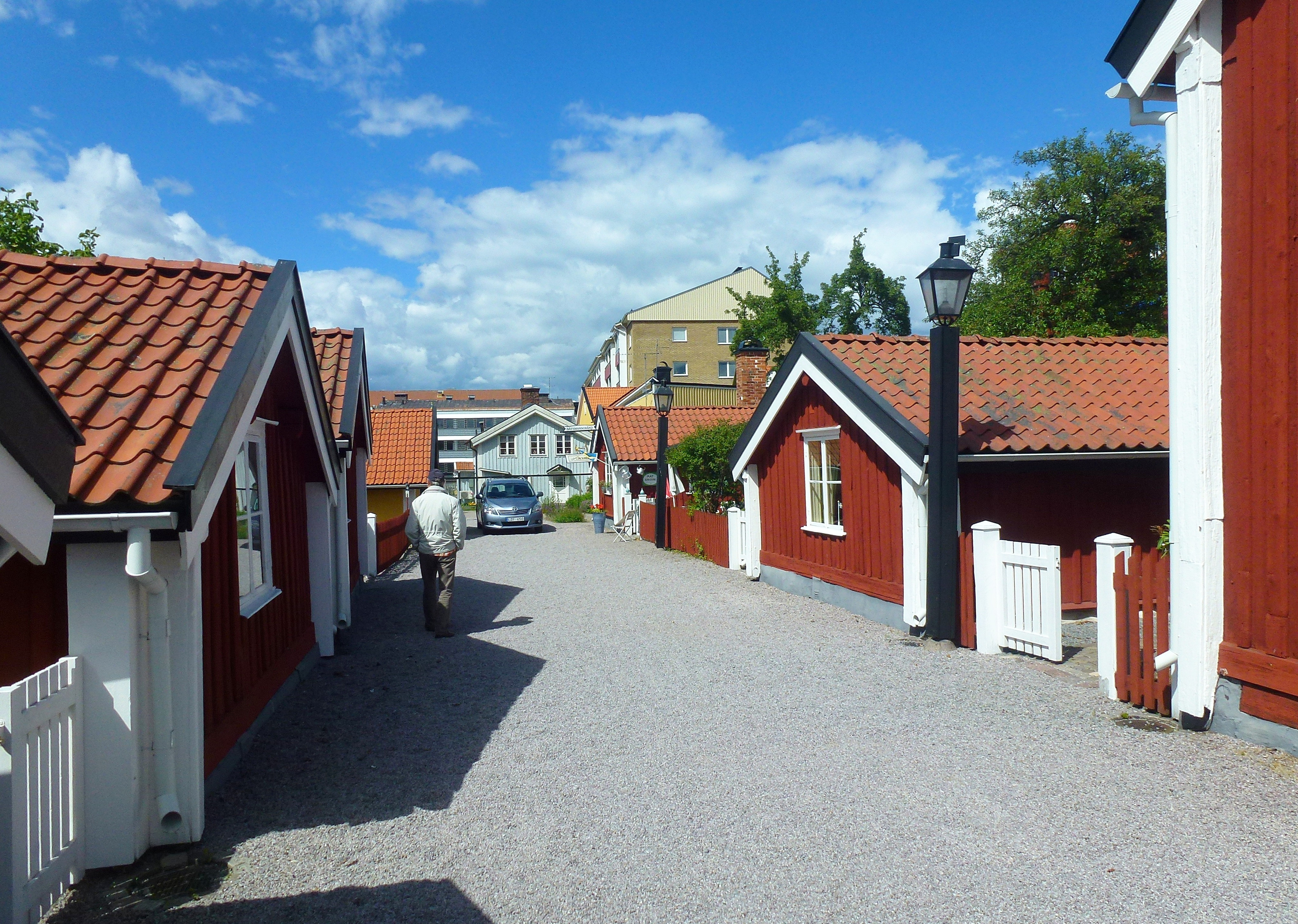
Båtsmansgränden mot norr, 2015.

Båtsmansstugorna är ett kulturhistoriskt värdefullt område i centrala Västervik i Västerviks kommun, Kalmar län. Bebyggelsen, som ligger väl samlad i Båtsmansgränd, uppfördes på 1740-talet och är sedan 1974 ett lagskyddat byggnadsminne.

## Läge

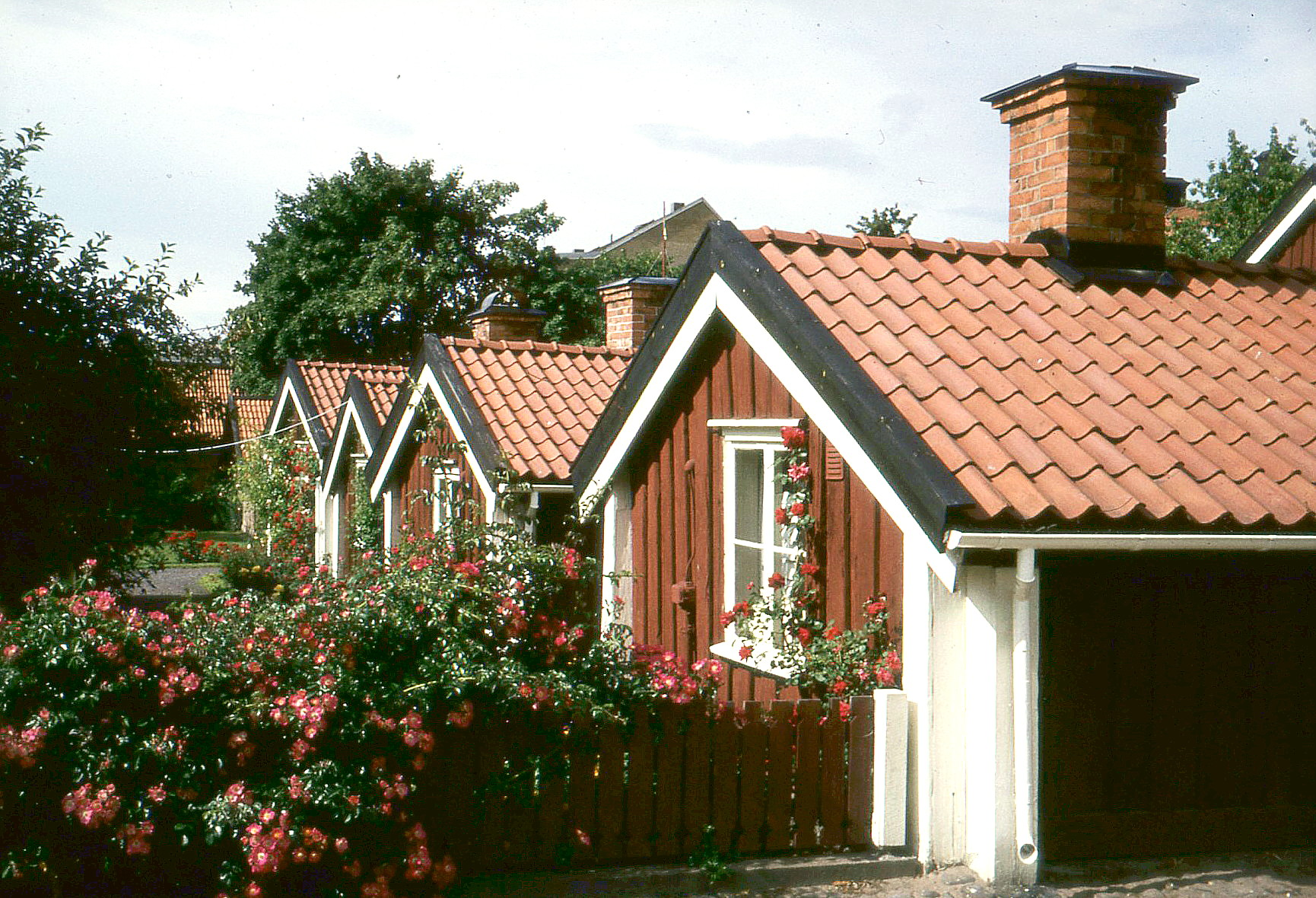
Båtsmansstugorna i juli 1978.

Båtsmansstugorna består av elva fastigheter, Båtsmannen 7–11 (på östra sidan om Båtsmansgränd) och Båtsmannen 14–19 (på västra sida om Båtsmansgränd). Båtmansgränd är en återvändsgränd som går från Båtsmansgatan mot norr.

## Historik
Västerviks stad hade på 1700-talet skyldighet att hålla ett visst antal båtsmän som tjänstgjorde i Tjusts båtsmanskompani. Som bostäder åt dessa byggdes båtsmansstugorna, de åtta första uppfördes vid slutet av 1740-talet. 
De små husen är placerade med gaveln åt gatan och är i en våning, utom Båtsmannen 8 som har två våningar. Husen är knuttimrade och panelade samt rödfärgade med vita knutar och foder. De tidigare torvbelagda taken är numera täckta av tegel. Planlösningen, ursprungligen motsvarande en enkelstuga, är nu något varierande på grund av ombyggnader. En viss anpassning till turismen har medfört att det finns souveniraffär, kafé och möjlighet till övernattning i en av stugorna. Fastighetsägare är det kommunala  bolaget Tjust Fastigheter som arrenderar ut hela området till en privat entreprenör. Den 1 januari 2016 tillträdde en ny arrendator.

## Bilder (fastigheter i urval)

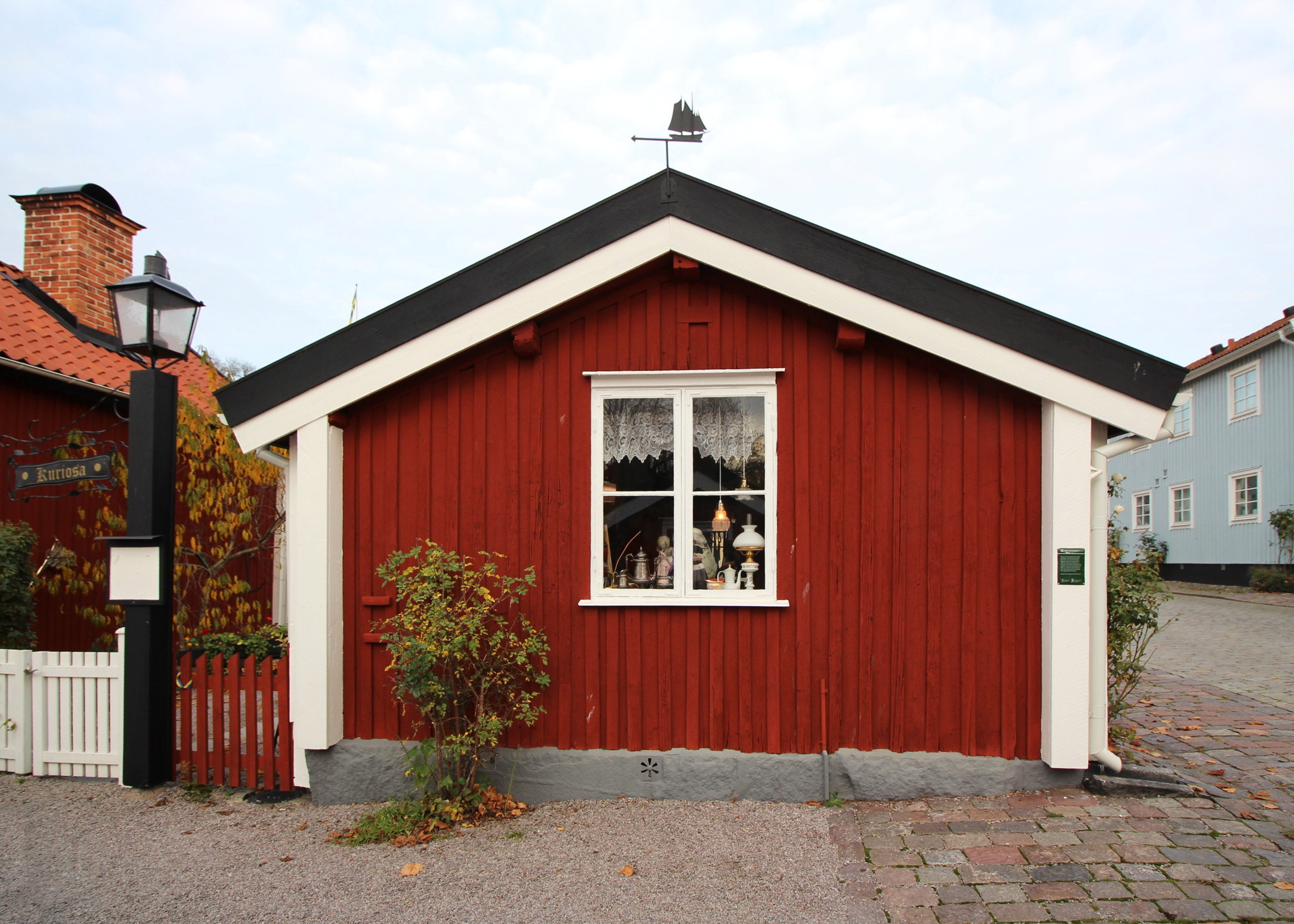
Båtsmannen 7
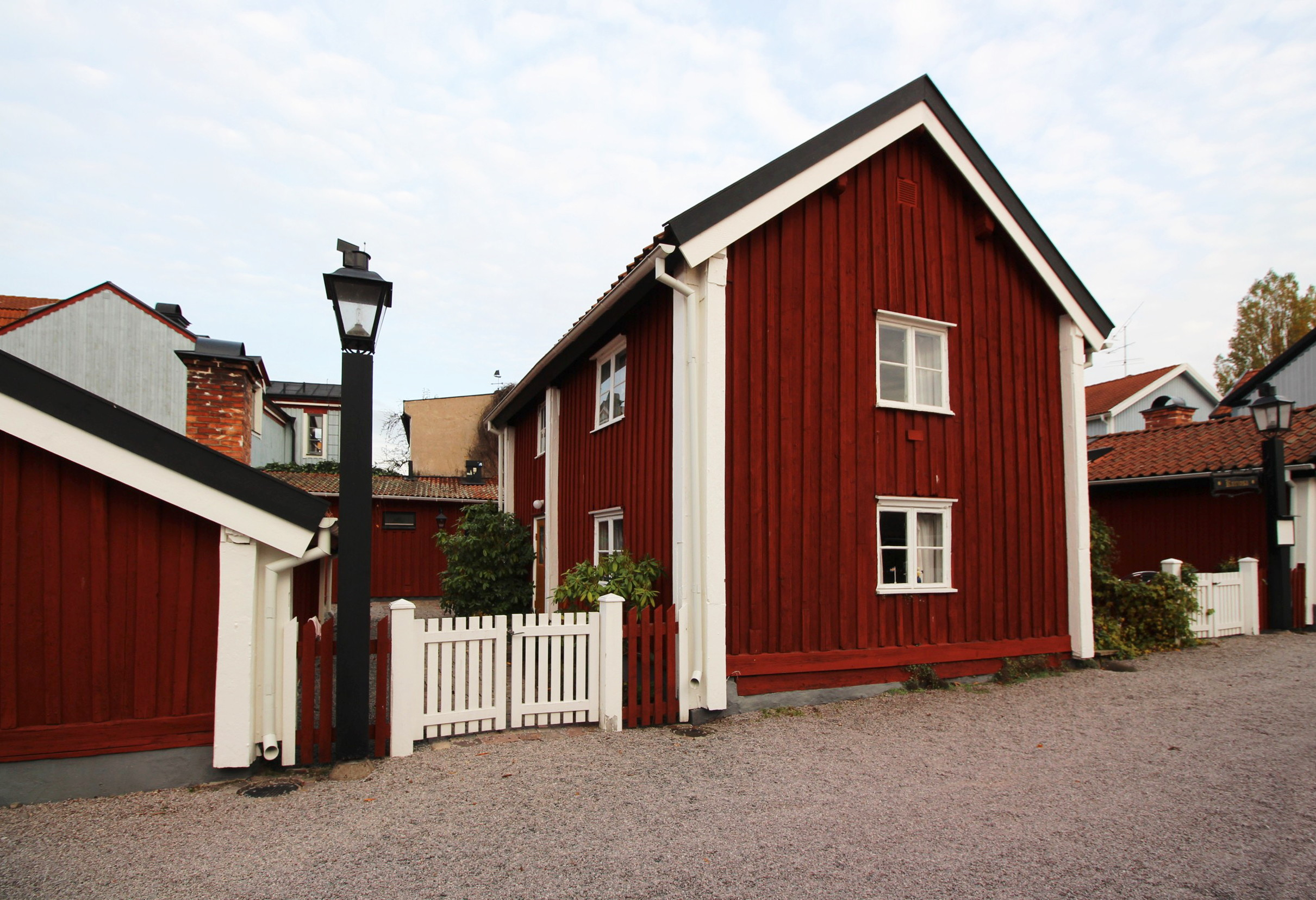
Båtsmannen 8
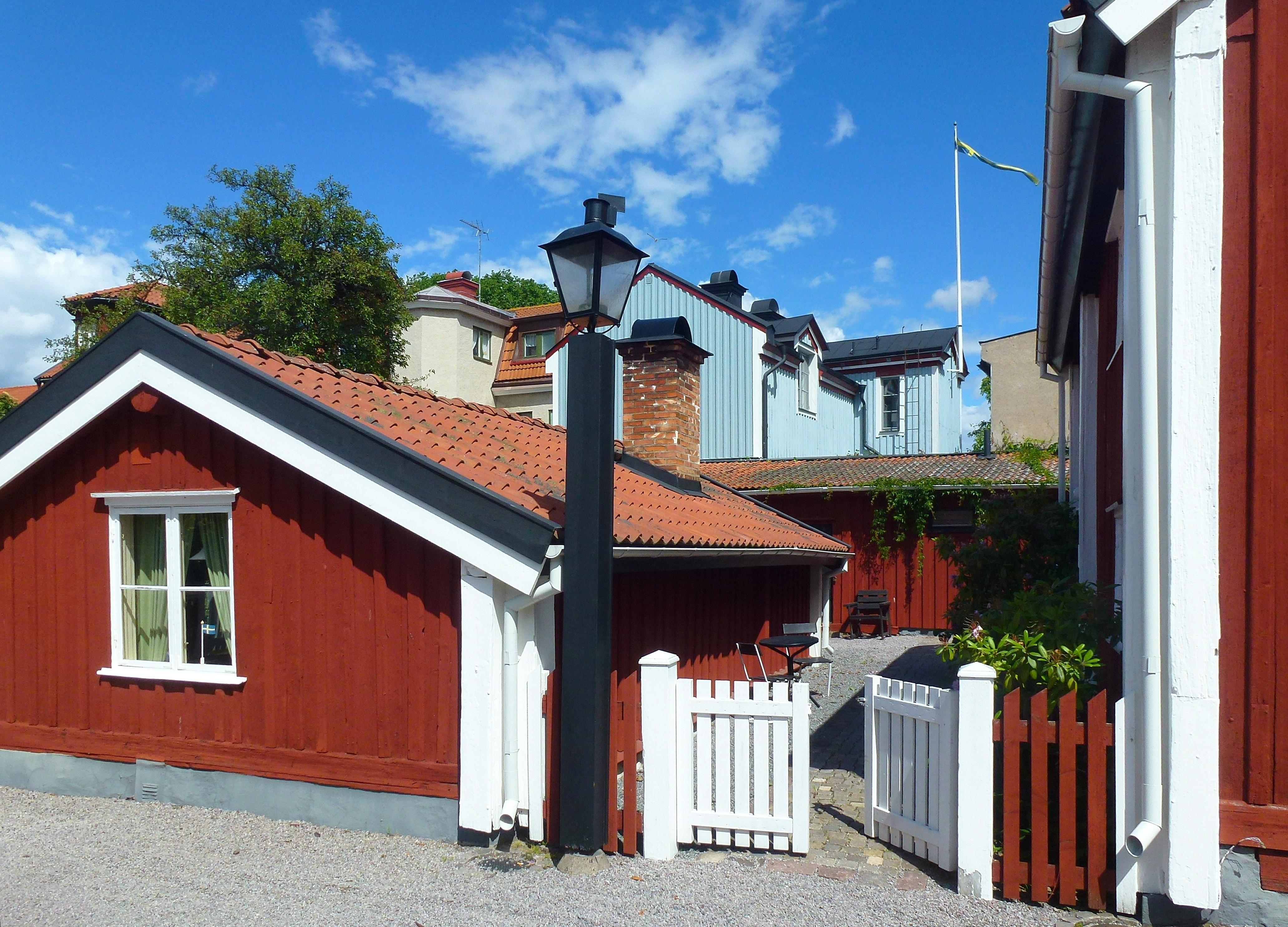
Båtsmannen 9
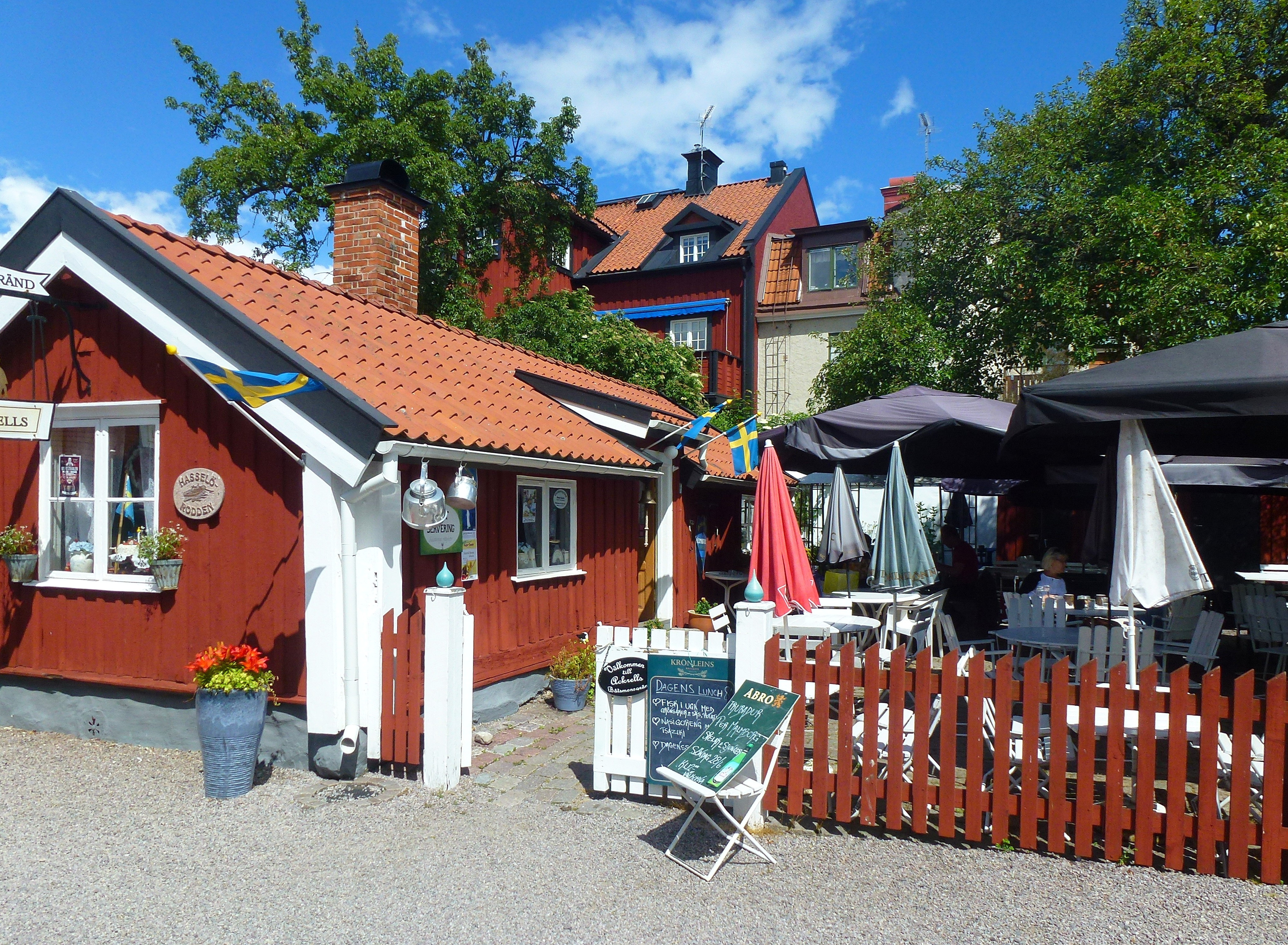
Båtsmannen 11 (Kafféstugan)
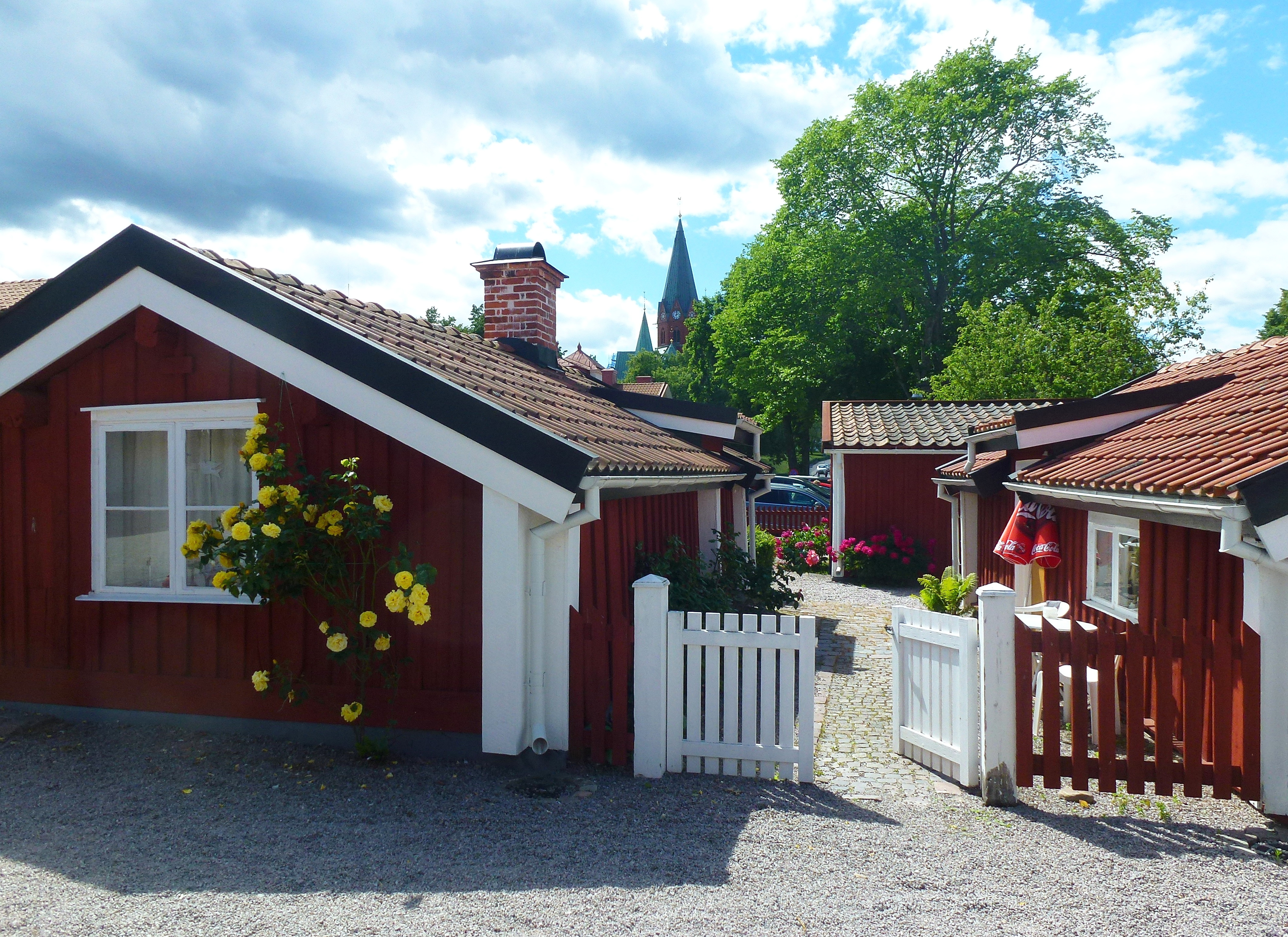
Båtsmannen 16 och 18